# 朱炎晖
朱炎晖（1901年—1938年11月），又名桂林，浙江瑞安人，中华民国陆军第94军第185师第546旅少将旅长，为将骁勇，1938年11月在武汉会战中殉国，死后被国民政府追授陆军中将衔。

## 生平
1901年，朱炎晖出生在浙江瑞安的一个街头小贩家庭，父亲早亡，由母亲抚养长大。因家境窘迫，朱炎晖只读了几年小学就被迫辍学谋生。1918年离家，1924年到广州加入粤军，在国民革命军第4军第11师第30团当兵。1926年北伐战争期间，朱炎晖相继被提拔为排长、连长。1929年，朱炎晖被调到国民革命军第19路军第61师8旅，参加了粤桂战争和中原大战，后晋升为营长。
1932年，朱炎晖率部参加一·二八事变，与日军反复抢夺大场、庙行阵地。在战斗中，朱炎晖受到了蔡廷锴和戴戟的嘉奖。1933年，朱炎晖升任国民革命军第19路军第61师第241团团长，11月参加了由蔡廷锴和戴戟领导的福建事变，反对蒋介石与日本签订的《塘沽协定》和剿共政策，福建事变失败后，朱炎晖遭到软禁和抄家，所属部队被国民政府收编。1934年9月，蒋介石准许朱炎晖进入黄埔军校高教班第三期学习。1935年6月，朱炎晖从军校毕业，同年8月任中央陆军军官学校武汉分校整理处任上校参谋兼战术教官。
七七事变后，朱炎晖初任第94军第185师上校团长，1938年升任为第185师第546旅少将旅长，驻防武汉金中地区。1938年11月，朱炎晖率部到达金牛铺，与日军交戰。彼时朱炎晖染病在身，第185师师长方天要他撤到后方治疗，但是朱炎晖拒絕，並且让部下用担架抬着他指挥作战，546旅被日军飞机、大炮轟炸，朱炎晖决定突围撤退。11月3日，朱炎晖率部突围，但被日军擊中身亡，遗体被部下收埋在石首县藕池口山下。

## 身后
日军占领武汉后，派兵扒開朱炎晖的坟墓並开棺鞭尸。日军走后，当地百姓将朱炎晖的遗体重新秘密埋葬。
1987年8月12日，上海市人民政府批准追认朱炎晖为革命烈士。2014年9月1日，朱炎晖被列入中华人民共和国民政部公布的第一批著名抗日英烈和英雄群体名录。